# Shipping
Shipping (befragtning) er et låneord fra engelsk, der betegner en fysisk proces for transport af gods og varer, som foretages over land, gennem luften eller over havet.
Landbaseret transport udføres med henholdsvis lastbiler og godstog, medens luft- og søtransport udføres af luftfartøjer og handelsskibe.

## Ekstern henvisning
- Shipping and World Trade Arkiveret 4. september 2009 hos  Wayback Machine